# Temporada 1995 de la NFL
La Temporada 1995 de la NFL fue la 76.ª en la historia de la NFL. En la temporada regular se juegan 16 partidos durante 17 semanas. Posteriormente se juegan los playoffs, que determinan los equipos que se clasificarán para la gran final: el Super Bowl. La liga amplió a 30 el número equipos con la adición de los Carolina Panthers y los Jacksonville Jaguars. Los dos equipos de expansión fueron ubicados en las dos divisiones restantes que tenían sólo cuatro equipos (mientras que los otros cuatro tuvieron cinco equipos): la AFC Central (Jaguars) y la NFC Oeste (Panthers).
Mientras tanto, los dos equipos de Los Ángeles fueron reubicados en otras ciudades: los Rams transferidos a St. Louis (pero regresaron en el 2016) y los Raiders regresaron a Oakland. Durante el transcurso de la temporada se supo que los Cleveland Browns se trasladarían a Baltimore para la temporada de 1996. El movimiento de los Raiders no fue anunciado hasta después anuncio de la programación, lo que dio lugar a un problema en la tercera semana de la temporada cuando tanto los Raiders y los San Francisco 49ers tenían juegos que saldrían al aire por la cadena NBC, que terminaron superpuestos entre sí (el juego de los Raiders fue programado para las 10:00 a. m. PST en caso de que se movieran y NBC se le dio una doble cartelera de manera que ambos equipos área de la bahía tenían sus juegos televisados a nivel local).
La temporada finalizó con el Super Bowl XXX, cuando los Dallas Cowboys vencieron a los Pittsburgh Steelers para convertirse en el primer equipo en la historia de la NFL en ganar tres Super Bowls en cuatro años.

## Temporada regular
V = Victorias, D = Derrotas, E = Empates, CTE = Cociente de victorias [V+(E/2)]/(V+D+E), PF= Puntos a favor, PC = Puntos en contra
| Clasificado para los playoffs |

| Buffalo Bills(3)      | 10 | 6  | 0 | .625 | 350 | 335 |
| Indianapolis Colts(5) | 9  | 7  | 0 | .563 | 319 | 266 |
| Miami Dolphins(6)     | 9  | 7  | 0 | .563 | 398 | 332 |
| New England Patriots  | 6  | 10 | 0 | .375 | 294 | 377 |
| New York Jets         | 3  | 13 | 0 | .188 | 233 | 384 |

| Pittsburgh Steelers(2) | 11 | 5  | 0 | .688 | 407 | 327 |
| Cincinnati Bengals     | 7  | 9  | 0 | .438 | 349 | 374 |
| Houston Oilers         | 7  | 9  | 0 | .438 | 348 | 324 |
| Cleveland Browns       | 5  | 11 | 0 | .313 | 289 | 356 |
| Jacksonville Jaguars   | 4  | 12 | 0 | .250 | 275 | 404 |

| Kansas City Chiefs(1) | 13 | 3 | 0 | .813 | 358 | 241 |
| San Diego Chargers(4) | 9  | 7 | 0 | .563 | 321 | 323 |
| Seattle Seahawks      | 8  | 8 | 0 | .500 | 363 | 366 |
| Denver Broncos        | 8  | 8 | 0 | .500 | 388 | 345 |
| Oakland Raiders       | 8  | 8 | 0 | .500 | 348 | 332 |

| Dallas Cowboys(1)      | 12 | 4  | 0 | .750 | 435 | 291 |
| Philadelphia Eagles(4) | 10 | 6  | 0 | .625 | 318 | 338 |
| Washington Redskins    | 6  | 10 | 0 | .375 | 326 | 359 |
| New York Giants        | 5  | 11 | 0 | .313 | 290 | 340 |
| Arizona Cardinals      | 4  | 12 | 0 | .250 | 275 | 422 |

| Green Bay Packers(3) | 11 | 5 | 0 | .688 | 404 | 314 |
| Detroit Lions(5)     | 10 | 6 | 0 | .625 | 436 | 336 |
| Chicago Bears        | 9  | 7 | 0 | .563 | 392 | 360 |
| Minnesota Vikings    | 8  | 8 | 0 | .500 | 412 | 385 |
| Tampa Bay Buccaneers | 7  | 9 | 0 | .438 | 319 | 348 |

| San Francisco 49ers(2) | 11 | 5 | 0 | .688 | 457 | 258 |
| Atlanta Falcons(6)     | 9  | 7 | 0 | .563 | 362 | 349 |
| St. Louis Rams         | 7  | 9 | 0 | .438 | 309 | 418 |
| Carolina Panthers      | 7  | 9 | 0 | .438 | 289 | 325 |
| New Orleans Saints     | 7  | 9 | 0 | .438 | 319 | 348 |

### Desempates
- Indianapolis terminó por delante de Miami en la AFC Este basado en enfrentamientos directos (2-0).
- San Diego fue el primer comodín de la AFC por delante de Indianapolis basado en enfrentamientos directos (1-0).
- Cincinnati terminó por delante de Houston en la AFC Central basado en un mejor registro de la división (4-4 contra 3-5 de los Oilers).
- Seattle terminó por delante de Denver y Oakland en la AFC Oeste basado en el mejor registro en enfrentamientos directos (3-1 contra 3-5 de los Broncos y 1-3 de los Raiders).
- Denver terminó por delante de Oakland en la AFC Oeste basado en enfrentamientos directos (2-0).
- Philadelphia fue el primer comodín de la NFC por delante de Detroit basado en un mejor registro de conferencia (9-3 contra 7-5 de los Lions).
- San Francisco fue el segundo cabeza de serie de playoffs de la NFC por delante de Green Bay basado en un mejor registro de conferencia (8-4 frente a 7-5 de los Packers).
- Atlanta fue el tercer comodín de la NFC por delante de Chicago basado en un mejor registro contra oponentes comunes (3-1 contra 1-3 de los Bears).
- St. Louis terminó por delante de Carolina y New Orleans en la NFC Oeste basado en el mejor registro en enfrentamientos directos (3-1 contra 1-3 de los Panthers y 2-2 de los Saints).
- Carolina terminó por delante de New Orleans en la NFC Oeste basado en un mejor registro de conferencia (4-8 frente a 3-9 de los Saints).

## Postemporada
|  | Ronda Wild Card                       | Ronda Wild Card                       | Ronda Wild Card                       |                                 |               | Ronda divisional              | Ronda divisional                  | Ronda divisional              |                                    |                                    | Finales de conferencia             | Finales de conferencia | Finales de conferencia |  |  | Super Bowl | Super Bowl | Super Bowl |
|  |                                       |                                       |                                       |                                 |               |                               |                                   |                               |                                    |                                    |                                    |                        |                        |  |  |            |            |            |
|  | 31 de diciembre – Lambeau Field       | 31 de diciembre – Lambeau Field       | 31 de diciembre – Lambeau Field       |                                 |               | 6 de enero – Candlestick Park | 6 de enero – Candlestick Park     | 6 de enero – Candlestick Park |                                    |                                    |                                    |                        |                        |  |  |            |            |            |
|  | 31 de diciembre – Lambeau Field       | 31 de diciembre – Lambeau Field       | 31 de diciembre – Lambeau Field       |                                 |               | 6 de enero – Candlestick Park | 6 de enero – Candlestick Park     | 6 de enero – Candlestick Park |                                    |                                    |                                    |                        |                        |  |  |            |            |            |
|  | 31 de diciembre – Lambeau Field       | 31 de diciembre – Lambeau Field       | 31 de diciembre – Lambeau Field       |                                 |               | 6 de enero – Candlestick Park | 6 de enero – Candlestick Park     | 6 de enero – Candlestick Park |                                    |                                    |                                    |                        |                        |  |  |            |            |            |
|  | 31 de diciembre – Lambeau Field       | 31 de diciembre – Lambeau Field       | 31 de diciembre – Lambeau Field       |                                 |               | 6 de enero – Candlestick Park | 6 de enero – Candlestick Park     | 6 de enero – Candlestick Park |                                    |                                    |                                    |                        |                        |  |  |            |            |            |
|  | #6                                    | Atlanta                               | 20                                    |                                 |               | 6 de enero – Candlestick Park | 6 de enero – Candlestick Park     | 6 de enero – Candlestick Park |                                    |                                    |                                    |                        |                        |  |  |            |            |            |
|  | #6                                    | Atlanta                               | 20                                    | #3                              | Green Bay     | 27                            |                                   |                               |                                    |                                    |                                    |                        |                        |  |  |            |            |            |
|  | #3                                    | Green Bay                             | 37                                    | #3                              | Green Bay     | 27                            |                                   |                               | 14 de enero - Texas Stadium        | 14 de enero - Texas Stadium        | 14 de enero - Texas Stadium        |                        |                        |  |  |            |            |            |
|  | #3                                    | Green Bay                             | 37                                    | #2                              | San Francisco | 17                            |                                   |                               | 14 de enero - Texas Stadium        | 14 de enero - Texas Stadium        | 14 de enero - Texas Stadium        |                        |                        |  |  |            |            |            |
|  |                                       |                                       |                                       | #2                              | San Francisco | 17                            |                                   |                               | 14 de enero - Texas Stadium        | 14 de enero - Texas Stadium        | 14 de enero - Texas Stadium        |                        |                        |  |  |            |            |            |
|  |                                       |                                       |                                       |                                 |               |                               |                                   |                               | 14 de enero - Texas Stadium        | 14 de enero - Texas Stadium        | 14 de enero - Texas Stadium        |                        |                        |  |  |            |            |            |
|  | 30 de diciembre – Veterans Stadium    | 30 de diciembre – Veterans Stadium    | 30 de diciembre – Veterans Stadium    | #3                              | Green Bay     | 27                            |                                   |                               |                                    |                                    |                                    |                        |                        |  |  |            |            |            |
|  | 30 de diciembre – Veterans Stadium    | 30 de diciembre – Veterans Stadium    | 30 de diciembre – Veterans Stadium    | #3                              | Green Bay     | 27                            | 7 de enero – Texas Stadium        |                               |                                    |                                    |                                    |                        |                        |  |  |            |            |            |
|  | 30 de diciembre – Veterans Stadium    | 30 de diciembre – Veterans Stadium    | 30 de diciembre – Veterans Stadium    |                                 | #1            | Dallas                        | 38                                |                               |                                    |                                    |                                    |                        |                        |  |  |            |            |            |
|  | 30 de diciembre – Veterans Stadium    | 30 de diciembre – Veterans Stadium    | 30 de diciembre – Veterans Stadium    |                                 | #1            | Dallas                        | 38                                |                               |                                    |                                    |                                    |                        |                        |  |  |            |            |            |
|  | #5                                    | Detroit                               | 37                                    |                                 |               |                               |                                   |                               |                                    |                                    |                                    |                        |                        |  |  |            |            |            |
|  | #5                                    | Detroit                               | 37                                    | #4                              | Philadelphia  | 11                            |                                   |                               |                                    |                                    |                                    |                        |                        |  |  |            |            |            |
|  | #4                                    | Philadelphia                          | 58                                    | #4                              | Philadelphia  | 11                            |                                   |                               | Super Bowl XXX                     | Super Bowl XXX                     | Super Bowl XXX                     |                        |                        |  |  |            |            |            |
|  | #4                                    | Philadelphia                          | 58                                    | #1                              | Dallas        | 30                            |                                   |                               | Super Bowl XXX                     | Super Bowl XXX                     | Super Bowl XXX                     |                        |                        |  |  |            |            |            |
|  |                                       |                                       |                                       | #1                              | Dallas        | 30                            |                                   |                               |                                    | Super Bowl XXX                     | Super Bowl XXX                     |                        |                        |  |  |            |            |            |
|  |                                       |                                       |                                       |                                 |               |                               |                                   |                               |                                    | Super Bowl XXX                     | Super Bowl XXX                     |                        |                        |  |  |            |            |            |
|  | 31 de diciembre – Jack Murphy Stadium | 31 de diciembre – Jack Murphy Stadium | 31 de diciembre – Jack Murphy Stadium | 28 de enero – Sun Devil Stadium | N1            | Dallas                        |                                   |                               |                                    |                                    |                                    |                        |                        |  |  |            |            |            |
|  | 31 de diciembre – Jack Murphy Stadium | 31 de diciembre – Jack Murphy Stadium | 31 de diciembre – Jack Murphy Stadium | 28 de enero – Sun Devil Stadium | N1            | Dallas                        | 7 de enero – Arrowhead Stadium    |                               |                                    |                                    |                                    |                        |                        |  |  |            |            |            |
|  | 31 de diciembre – Jack Murphy Stadium | 31 de diciembre – Jack Murphy Stadium | 31 de diciembre – Jack Murphy Stadium |                                 | 27            | A2                            | Pittsburgh                        |                               |                                    |                                    |                                    |                        |                        |  |  |            |            |            |
|  | 31 de diciembre – Jack Murphy Stadium | 31 de diciembre – Jack Murphy Stadium | 31 de diciembre – Jack Murphy Stadium |                                 | 27            | A2                            | Pittsburgh                        |                               |                                    |                                    |                                    |                        |                        |  |  |            |            |            |
|  | #5                                    | Indianapolis                          | 35                                    |                                 |               |                               |                                   |                               |                                    |                                    |                                    |                        |                        |  |  |            |            |            |
|  | #5                                    | Indianapolis                          | 35                                    | #5                              | Indianapolis  | 10                            |                                   |                               |                                    |                                    |                                    |                        |                        |  |  |            |            |            |
|  | #3                                    | San Diego                             | 20                                    | #5                              | Indianapolis  | 10                            |                                   |                               | 14 de enero - Three Rivers Stadium | 14 de enero - Three Rivers Stadium | 14 de enero - Three Rivers Stadium |                        |                        |  |  |            |            |            |
|  | #3                                    | San Diego                             | 20                                    | #1                              | Kansas City   | 7                             |                                   |                               | 14 de enero - Three Rivers Stadium | 14 de enero - Three Rivers Stadium | 14 de enero - Three Rivers Stadium |                        |                        |  |  |            |            |            |
|  |                                       |                                       |                                       | #1                              | Kansas City   | 7                             |                                   |                               | 14 de enero - Three Rivers Stadium | 14 de enero - Three Rivers Stadium | 14 de enero - Three Rivers Stadium |                        |                        |  |  |            |            |            |
|  |                                       |                                       |                                       |                                 |               |                               |                                   |                               | 14 de enero - Three Rivers Stadium | 14 de enero - Three Rivers Stadium | 14 de enero - Three Rivers Stadium |                        |                        |  |  |            |            |            |
|  | 30 de diciembre – Rich Stadium        | 30 de diciembre – Rich Stadium        | 30 de diciembre – Rich Stadium        | #5                              | Indianapolis  | 16                            |                                   |                               |                                    |                                    |                                    |                        |                        |  |  |            |            |            |
|  | 30 de diciembre – Rich Stadium        | 30 de diciembre – Rich Stadium        | 30 de diciembre – Rich Stadium        | #5                              | Indianapolis  | 16                            | 6 de enero – Three Rivers Stadium |                               |                                    |                                    |                                    |                        |                        |  |  |            |            |            |
|  | 30 de diciembre – Rich Stadium        | 30 de diciembre – Rich Stadium        | 30 de diciembre – Rich Stadium        |                                 | #2            | Pittsburgh                    | 20                                |                               |                                    |                                    |                                    |                        |                        |  |  |            |            |            |
|  | 30 de diciembre – Rich Stadium        | 30 de diciembre – Rich Stadium        | 30 de diciembre – Rich Stadium        |                                 | #2            | Pittsburgh                    | 20                                |                               |                                    |                                    |                                    |                        |                        |  |  |            |            |            |
|  | #6                                    | Miami                                 | 22                                    |                                 |               |                               |                                   |                               |                                    |                                    |                                    |                        |                        |  |  |            |            |            |
|  | #6                                    | Miami                                 | 22                                    | #3                              | Buffalo       | 21                            |                                   |                               |                                    |                                    |                                    |                        |                        |  |  |            |            |            |
|  | #3                                    | Buffalo                               | 37                                    | #3                              | Buffalo       | 21                            |                                   |                               |                                    |                                    |                                    |                        |                        |  |  |            |            |            |
|  | #3                                    | Buffalo                               | 37                                    | #2                              | Pittsburgh    | 40                            |                                   |                               |                                    |                                    |                                    |                        |                        |  |  |            |            |            |
|  |                                       |                                       |                                       | #2                              | Pittsburgh    | 40                            |                                   |                               |                                    |                                    |                                    |                        |                        |  |  |            |            |            |

- Local en cada partido: El local en cada partido es el equipo mejor clasificado, el equipo de abajo en el cuadro, excepto en el Super Bowl que es un estadio neutral.

## Premios anuales
Al final de temporada se entregan diferentes premios reconociendo el valor del jugador durante la temporada entera.
| Premio                     | Ganador        | Posición      | Equipo               |
| -------------------------- | -------------- | ------------- | -------------------- |
| Jugador más valioso        | Brett Favre    | Quarterback   | Green Bay Packers    |
| Jugador ofensivo del año   | Brett Favre    | Quarterback   | Green Bay Packers    |
| Jugador defensivo del año  | Bryce Paup     | Linebacker    | Buffalo Bills        |
| Entrenador del año         | Ray Rhodes     | Head Coach    | Philadelphia Eagles  |
| Novato ofensivo del año    | Curtis Martin  | Running back  | New England Patriots |
| Novato defensivo del año   | Hugh Douglas   | Defensive end | New York Jets        |
| Regreso del año            | Jim Harbaugh   | Quarterback   | Indianapolis Colts   |
| Hombre del Año             | Boomer Esiason | Quarterback   | New York Jets        |
| Jugador más valioso del SB | Larry Brown    | cornerback    | Dallas Cowboys       |